# Schweizer Parlamentswahlen 2019
- Sol: 1
- PdA: 1
- Grüne: 28
- SP: 39
- EVP: 3
- GLP: 16
- CVP: 25
- BDP: 3
- FDP: 29
- Lega: 1
- SVP: 53
- EDU: 1

- Grüne: 5
- SP: 9
- CVP: 13
- FDP: 12
- Unabh.: 1
- SVP: 6

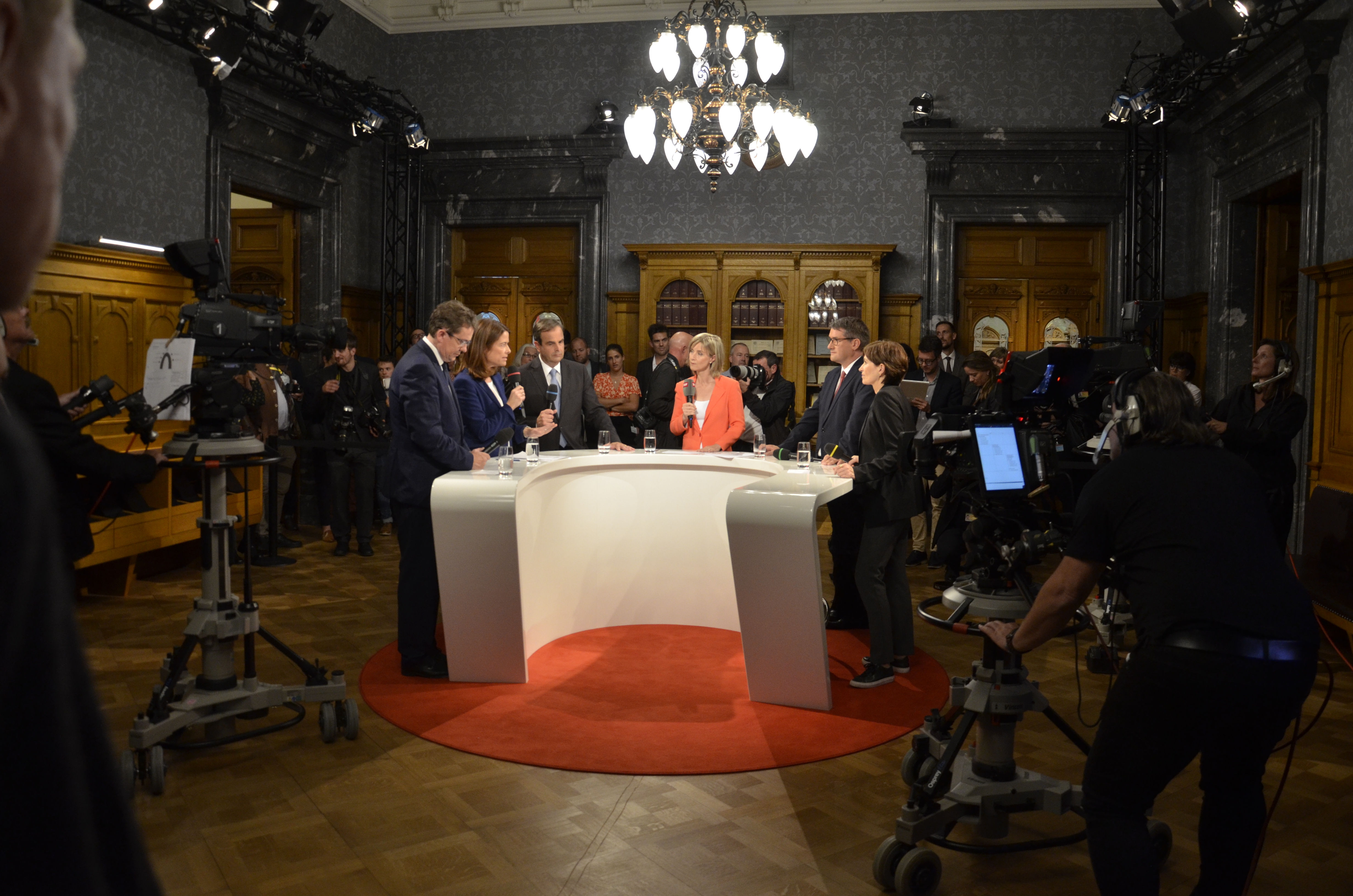
TV-Gespräch mit den Präsidentinnen und Präsidenten der fünf grössten Parteien

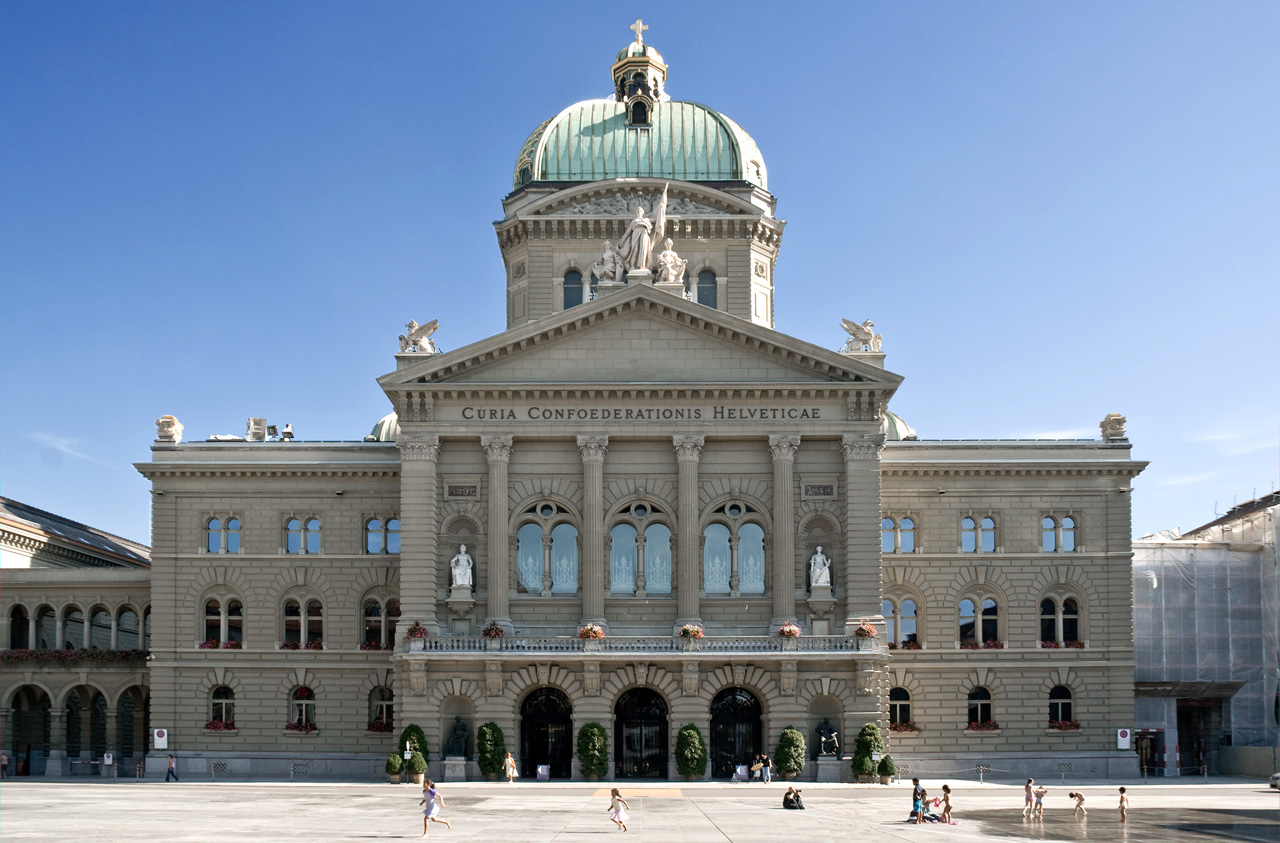
Bundeshaus in Bern

Die Schweizer Parlamentswahlen 2019 fanden am 20. Oktober 2019 statt. Dabei wurden die 200 Mandate des Nationalrates sowie 45 der 46 Mitglieder des Ständerates der Schweiz neu gewählt. National- und Ständerat bilden gemeinsam die Bundesversammlung. Die 51. Legislaturperiode wird vier Jahre – bis 2023 – dauern.
Die Wahlen führten zu einer Verschiebung der politischen Mehrheitsverhältnisse im Nationalrat von der rechten in die linke Mitte. Grüne und Grünliberale erzielten sehr hohe Gewinne. Die zusätzlichen 17 Nationalratssitze der Grünen sind der grösste Sitzgewinn einer Partei seit Einführung der Proporzwahl im Jahr 1919. Alle anderen grösseren Parteien verloren Wähleranteile, am meisten die SVP, welche aber stärkste Partei blieb. Die SP, die FDP und die CVP erzielten ihre jeweils schlechtesten Ergebnisse seit 1919. Die BDP erreichte noch drei Sitze und verpasste damit erstmals seit ihrer Parteigründung Fraktionsstärke, während die EVP ein Mandat hinzugewinnen konnte und nach Sitzen zur BDP aufschloss. Von den Kleinparteien kehrten EDU und SolidaritéS mit je einem Sitz in den Nationalrat zurück, während die Genfer Protestpartei MCG nach acht Jahren ihre Vertretung im nationalen Parlament wieder verlor. Die Lega verteidigte einen ihrer beiden Sitze, die PdA ihren einzigen.
Auch im Ständerat erreichten die Grünen deutliche Zugewinne, sie konnten ihre Vertretung im Ständerat von einem auf fünf Sitze ausbauen. Im Gegenzug reduzierte sich die sozialdemokratische Delegation von zwölf auf neun. Auf bürgerlicher Seite konnte die SVP um einen Sitz zulegen, während die FDP einen verlor; die Sitzzahl der CVP blieb unverändert. Die BDP konnte ihren einzigen Ständerat nicht ersetzen und schied aus der kleinen Kammer aus. Die Stärke der politischen Blöcke im Ständerat blieb somit im Wesentlichen unverändert. Durch die gleichzeitigen Verschiebungen im Nationalrat glichen sich die Mehrheitsverhältnisse in den beiden Kammern damit wieder stärker als in der vorangegangenen Legislatur.
Aufgrund der historischen Erfolge der grünen Parteien und des deutlich erhöhten Frauenanteils in beiden Kammern wurden die Wahlen 2019 medial breit als «Klimawahl» und als «Frauenwahl» bezeichnet. Im Nationalrat stieg der Frauenanteil auf rund 42 Prozent (plus 10 Prozent). In den Ständerat wurden zwölf Frauen gewählt (gegenüber sieben im Jahr 2015), das entspricht bei 46 Sitzen einem Anteil von nun rund 26 Prozent.

## Wahlmodus

### Nationalrat

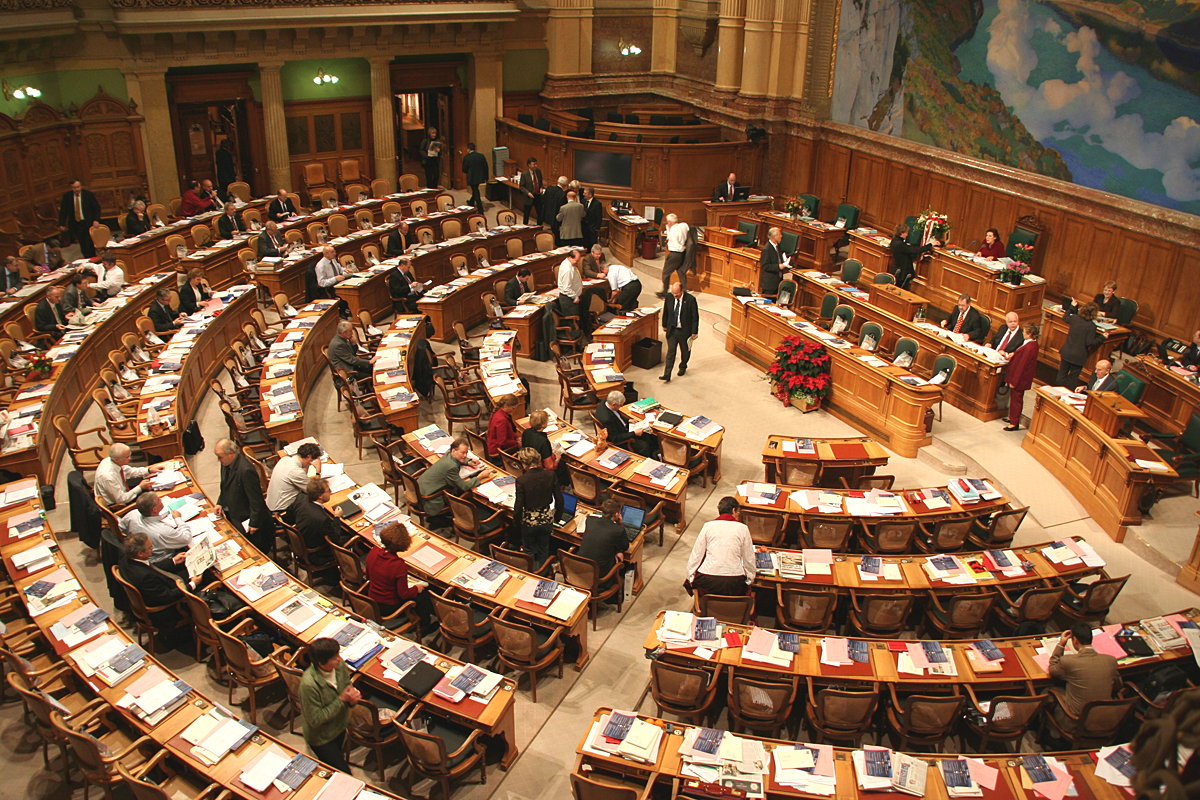
Nationalratssaal

Die Verteilung der Nationalratssitze auf die Kantone basiert auf dem Stand der ständigen Wohnbevölkerung (inklusive nicht Stimmberechtigter) im auf die letzten Gesamterneuerungswahlen folgenden Jahr. Aufgrund der Einwohnerzahlen per Ende 2016 erhalten die Kantone Waadt und Genf gegenüber den Parlamentswahlen 2015 bei den Wahlen 2019 je einen zusätzlichen Sitz auf Kosten von Bern und Luzern.
Jeder Stimmberechtigte hat bei der Wahl so viele Stimmen, wie der entsprechende Kanton Mandate stellt. Gewählt wird auf Listen, wobei das Panaschieren und Kumulieren (höchstens zwei Stimmen für einen Kandidaten) möglich ist. In Kantonen mit nur einem Sitz im Nationalrat findet eine Majorzwahl statt.
Parteien, Wählergruppen und -vereine sowie Einzelpersonen können Wahllisten bei den Kantonen eingeben. In grossen Kantonen kandidieren Parteien oft mit mehreren Listen. Solche differenzierten Listen werden in der Regel als Unterlisten miteinander verbunden. Daneben können auch zwei oder mehrere Parteien eine Listenverbindung eingehen. In diesem Fall wird bei der (ersten) Sitzzahlzuteilung die Listenverbindung als eine einzige Liste betrachtet.
Die Sitzzahlzuteilung erfolgt nach dem Hagenbach-Bischoff-Verfahren, einer Berechnungsvariante des D’Hondt-Verfahrens.

### Ständerat

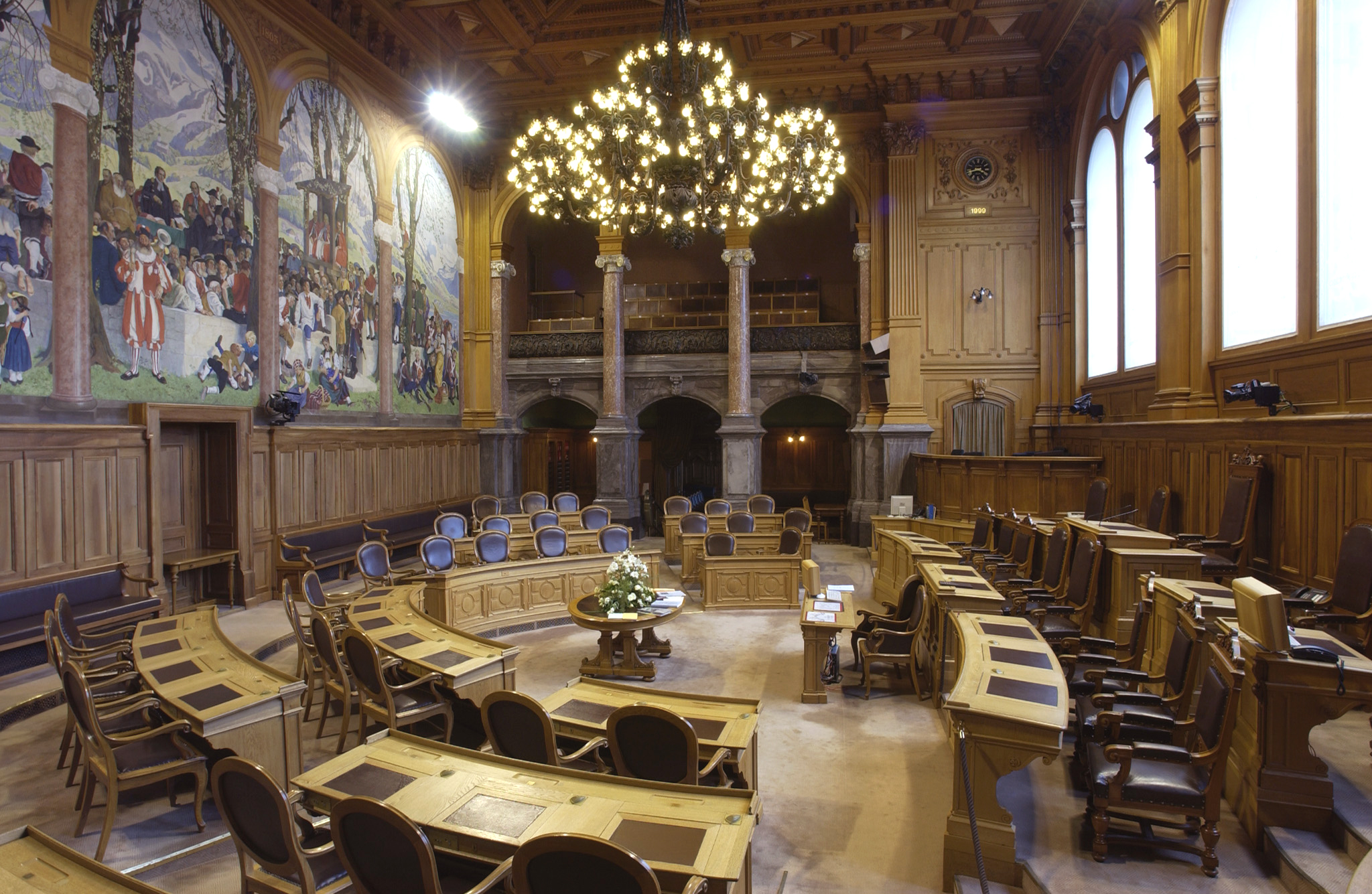
Ständeratssaal

Der Ständerat – die kleine Kammer des Parlaments – hat 46 Abgeordnete. Die Bundesverfassung bestimmt, dass jeder Kanton zwei Mandate in der kleinen Kammer des Parlaments stellt. Eine Ausnahme bilden jene Kantone, die vormals als «Halbkantone» aufgeführt wurden: Basel-Stadt, Basel-Landschaft, Obwalden, Nidwalden, Appenzell Ausserrhoden und Appenzell Innerrhoden entsenden nur einen Abgeordneten. Dadurch ist die Zahl von 46 Abgeordneten festgelegt.
Die Wahl und Amtsdauer der Ständeräte liegen in der Zuständigkeit der Kantone. Somit existiert de jure im Gegensatz zum Nationalrat keine Gesamterneuerungswahl, demzufolge auch keine konstituierende Sitzung und auch keine Alterspräsidenten. Jeder Kanton ist also frei darin, den Zeitpunkt der Wahl und das Wahlverfahren für seine Ständeratsmitglieder selbst festzulegen.
In der Zeit seit der Gründung der Eidgenossenschaft haben sich die Wahlverfahren zwischen den Kantonen soweit harmonisiert, dass bis auf den Kanton Appenzell Innerrhoden alle Ständeratssitze am selben Tag neu gewählt werden wie der Nationalrat. Die Ständeratswahlen richten sich nach kantonalem Recht: Als Wahlverfahren haben die meisten Kantone das Majorzwahlrecht festgelegt, wobei die Kandidierenden im ersten Wahlgang das (kantonal unterschiedlich berechnete) absolute Mehr erreichen müssen, in einem allfälligen zweiten Wahlgang gilt dann das einfache Mehr. Die Kantone Jura und Neuenburg wählen nach dem Proporz. Im Kanton Glarus verfügen 16- und 17-Jährige über das aktive Wahlrecht auf kantonaler Ebene, sie können daher bei der Wahl des Ständerates mitbestimmen.
Für alle Kantone mit Majorzverfahren gilt zudem, dass bei Ausscheiden eines Ständeratsmitglieds eine Neuwahl angesetzt werden muss. Das so bestimmte neue Mitglied im Ständerat ist dann aber nur für die Dauer bis zur nächsten regulären Ständeratswahl gewählt.

## Kandidaturen

### Parteien
Die Schweiz kennt kein ausgeprägtes Parteienrecht. Parteien und politische Organisationen sind Vereine im Sinne Art. 60 des schweizerischen Zivilgesetzbuchs. Die Bundeskanzlei führt ein Parteienregister, in der sich jede Partei eintragen kann, sofern sie mindestens ein Nationalratsmandat hat oder in mindestens drei Kantonen mit mindestens je drei Mitgliedern im Parlament vertreten ist. Politische Organisationen, die nicht registriert sind, können kantonale Wahllisten einreichen, wenn sie eine gewisse Anzahl Unterschriften einreichen. In den Kantonen Zürich und Bern werden 400 Unterschriften verlangt, in den Kantonen Aargau, Genf, St. Gallen und Waadt 200, in allen übrigen 100.
Folgende Tabelle bietet eine Übersicht über die Parteien und Gruppierungen, die in der Parlamentslegislatur 2015–2019 in der Bundesversammlung vertreten waren (und wieder kandidieren) oder in mindestens drei Kantonen für die Nationalratswahlen kandidieren:
| Partei | Partei                                                      | Kürzel  | Fraktion | Position                                                          |
| ------ | ----------------------------------------------------------- | ------- | -------- | ----------------------------------------------------------------- |
|        | Schweizerische Volkspartei                                  | SVP     | V        | Nationalkonservatismus, Rechtspopulismus, Wirtschaftsliberalismus |
|        | Sozialdemokratische Partei                                  | SP      | S        | Sozialdemokratie, Demokratischer Sozialismus, Grüne Politik       |
|        | FDP.Die Liberalen                                           | FDP     | RL       | Liberalismus, Wirtschaftsliberalismus                             |
|        | Christlichdemokratische Volkspartei                         | CVP     | CE       | Christdemokratie                                                  |
|        | Grüne Partei der Schweiz                                    | GPS     | G        | Grüne Politik                                                     |
|        | Grünliberale Partei                                         | glp     | GL       | Grüne Politik, Liberalismus                                       |
|        | Bürgerlich-Demokratische Partei                             | BDP     | BD       | Zentrismus, Liberaler Konservatismus                              |
|        | Evangelische Volkspartei                                    | EVP     | CE       | Christdemokratie, Wertkonservatismus, Politische Mitte            |
|        | Lega dei Ticinesi                                           | Lega    | V        | Rechtspopulismus, Regionalismus                                   |
|        | Partei der Arbeit der Schweiz/SolidaritéS/Ensemble à Gauche | PdA/Sol | G        | Linkssozialismus                                                  |
|        | Mouvement citoyens genevois                                 | MCG     | V        | Rechtspopulismus, Regionalismus                                   |
|        | Eidgenössisch-Demokratische Union                           | EDU     | –        | Christliche Rechte, Nationalkonservatismus                        |
|        | Alternative Liste                                           | AL      | –        | Linksalternative Politik, Sozialismus                             |
|        | Piratenpartei Schweiz                                       | PPS     | –        | Piratenpartei                                                     |
|        | Mitte-Links CSP                                             | CSP     | –        | Christliche Linke                                                 |
|        | Schweizer Demokraten                                        | SD      | –        | Nationalismus, Isolationismus                                     |
|        | Integrale Politik Schweiz                                   | IP      | –        | Integrale Theorie                                                 |

### Nationalrat
Eine neue Rekordzahl von 4652 Personen auf 511 Listen meldeten ihre Kandidatur für den Nationalrat an. Die Kandidatenzahl stieg damit um 20 % gegenüber den vorangegangenen Wahlen.
SVP, SP, FDP, CVP und Grüne traten in allen 20 Kantonen an, die mehrere Personen in den Nationalrat wählen. Die vier Bundesratsparteien (SVP, SP, FDP, CVP) präsentierten zudem jeweils in mehreren der sechs Einpersonen-Kantonen Kandidaten. Die Grünliberalen stellten sich in 19 Kantonen zur Wahl (in allen Kantonen mit mehreren Sitzen ausser dem Jura), die EVP in deren 16. Die BDP kandidierte in zwölf Mehrpersonen- und einem Einpersonenwahlkreis (Glarus).
Die sieben grösseren (aber auch einige kleinere, regional verankerte) Parteien stellten in den meisten Kantonen mehrere Listen auf, wobei es sich teilweise um mehrere gleichwertige Hauptlisten handelte, häufig jedoch um unterstützende Listen, die primär bezwecken, der Hauptliste zusätzliche Stimmen zu verschaffen. So kandidierten die Jungparteien der sieben grösseren Parteien in den meisten Kantonen auf eigenen Listen (einzelne kantonale Jungparteien stellten sogar mehrere Listen auf). Weiter existierten etwa regionale Listen, Geschlechterlisten (sowohl in der Form von je einer Frauen- und einer Männerhauptliste als auch als unterstützende Frauenlisten neben einer gemischtgeschlechtlichen Hauptliste), spezielle Listen für Senioren, Auslandschweizer, Secondos oder Unternehmer sowie Listen mit speziellen Themenschwerpunkten (beispielsweise Umweltlisten der FDP). Vereinzelt stellten Parteien (z. B. aus strategischen Gründen) auch mehrere Hauptlisten auf, ohne dass ein klares Unterscheidungsmerkmal ersichtlich war. In einigen Kantonen existieren aus geschichtlichen oder inhaltlichen Gründen mehrere kantonale Parteien innerhalb einer schweizerischen Partei (beispielsweise LDP Basel oder CSP Oberwallis); diese Gruppierungen kandidierten auch separat. Wann immer eine Partei mehrere Listen hatte, bestanden zwischen diesen Listen Listenverbindungen oder Unterlistenverbindungen, daher schadete es bei der Berechnung der Sitzverteilung nicht, dass die Stimmen für eine Partei sich auf mehrere Listen aufteilten.
Die sozialistische PdA kandidierte in sechs Kantonen. In mehreren Kantonen kandidierten weitere kleine Linksparteien (üblicherweise mit der PdA verbunden): «solidaritéS» in Neuenburg, in der Waadt und in Genf die Allianz «Ensemble à Gauche» (wovon «solidaritéS» jeweils ein Teil war), in Zürich und Schaffhausen die kantonal und städtisch stark verankerte Alternative Liste. Erstmals überhaupt eine eigene Liste stellte die (Stadt-)Berner Junge Alternative JA! auf, die den Grünen nahesteht (aber von diesen und – zum damaligen Zeitpunkt – auch von den Jungen Grünen unabhängig war).
Die beiden bisher schon im Nationalrat vertretenen regionalen rechtspopulistischen Protestparteien Lega dei Ticinesi im Tessin und Mouvement citoyens genevois in Genf traten in ihren jeweiligen Kantonen erneut an. Im Kanton Aargau stellten die beiden von ihrer Partei nicht mehr nominierten SVP-Nationalräte Maximilian Reimann und Luzi Stamm jeweils eine eigene Liste auf.
Die religiös-konservative EDU kandidierte in elf Kantonen, die links-christliche CSP («Mitte-Links CSP») in deren drei (Freiburg, Jura und dem Wallis; in Zug kandidierten des Weiteren Christlichsoziale auf den Listen der Grünen). Die Christlichsoziale Partei Obwaldens verzichtete nach dem Rücktritt ihres Nationalrats Karl Vogler dagegen darauf, ihren Sitz zu verteidigen. In sechs Kantonen stellten sich die weit rechts stehenden Schweizer Demokraten zur Wahl, in fünf die Piratenpartei. Zudem kandidierten in verschiedenen Kantonen diverse Lokalparteien, Splittergruppen oder Ein-Personen-Listen.
In folgender Tabelle sind für alle Wahlkreise jeweils die kandidierenden Parteien und die jeweilige Anzahl der Listen, mit denen sie antreten, aufgeführt. Jungparteien und ähnliche Listen werden jeweils der Mutterpartei zugeordnet. Listenverbindungen sind jeweils mit einem gemeinsamen hochgestellten Buchstaben gekennzeichnet. In den Einerwahlkreisen sind jeweils die Anzahl der Kandidaten anstelle der Listen angegeben – Kandidierende, die ihre Partei nicht offiziell nominiert hat, sind mit «(i)» («inoffiziell») markiert.
| Kanton                 | Anzahl Listen | SVP | SP       | FDP | CVP     | GPS | glp | BDP | EVP | EDU | PdA/Sol | Lega | Weitere                                                      |
| ---------------------- | ------------- | --- | -------- | --- | ------- | --- | --- | --- | --- | --- | ------- | ---- | ------------------------------------------------------------ |
| Aargau                 | 36            | 2a  | 5b       | 2a  | 9d      | 2b  | 3d  | 3f  | 3f  | 1a  |         |      | PPSb, LOVBh, FW AGh, LSh, TEAM65+a, DU                       |
| Appenzell Ausserrhoden | Majorzwahl    | 1   |          | 1   |         |     |     |     |     |     |         |      | alle Wahlberechtigten wählbar                                |
| Appenzell Innerrhoden  | Majorzwahl    | 1   | 1        |     | 2 (1 i) |     |     |     |     |     |         |      | alle Wahlberechtigten wählbar                                |
| Basel-Landschaft       | 20            | 3a  | 3b       | 2a  | 3d      | 3b  | 2d  | 1d  | 2d  |     |         |      | CuP                                                          |
| Basel-Stadt            | 28            | 4a  | 3b       | 6c  | 3c      | 3b  | 2c  | 1c  | 1c  | 1a  |         |      | PPSb, IPb, PNOS, VA                                          |
| Bern                   | 34            | 2a  | 4b       | 3   | 2d      | 2b  | 3d  | 2d  | 2d  | 2g  | 1b      |      | PPSd, SDg, PJg, JA!b, DLSSLP, GENa, DU, 5Gg, PUMg, Landg, AC |
| Freiburg               | 25            | 2a  | 5b       | 2   | 5d      | 1b  | 2d  | 1d  | 1d  | 1a  |         |      | CSPb, KP, Z2030b, DDSN, UBB                                  |
| Genf                   | 28            | 3a  | 3b       | 2c  | 2c      | 3b  | 2e  | 2   | 1e  | 1a  | 5b      |      | MCGa, PBe, PE, Fed.e                                         |
| Glarus                 | Majorzwahl    |     | 1        |     |         |     |     | 1   |     |     |         |      | alle Wahlberechtigten wählbar                                |
| Graubünden             | 20            | 5   | 3b       | 4c  | 3c      | 1b  | 2b  | 2c  |     |     |         |      |                                                              |
| Jura                   | 17            | 3   | 2        | 3   | 3       | 2   |     |     | 1   |     |         |      | CSP (3)                                                      |
| Luzern                 | 33            | 7   | 6b       | 3c  | 8c      | 3b  | 3b  |     | 1   |     |         |      | SD, IPb                                                      |
| Neuenburg              | 13            | 2   | 2b       | 2   | 1d      | 1b  | 2d  |     |     |     | 2b      |      | PFE                                                          |
| Nidwalden              | Majorzwahl    | 1   |          |     | 1(i)    |     |     |     |     |     |         |      |                                                              |
| Obwalden               | Majorzwahl    | 1   | 1 (Juso) | 1   | 1(i)    |     |     |     |     |     |         |      | Luke Gasser                                                  |
| Schaffhausen           | 15            | 3a  | 2b       | 2   | 1d      | 2b  | 2d  |     | 1d  | 1a  |         |      | ALb                                                          |
| Schwyz                 | 21            | 2   | 6b       | 5   | 4d      | 1b  | 2d  |     | 1d  |     |         |      |                                                              |
| Solothurn              | 29            | 4   | 5b       | 4   | 4d      | 3b  | 3d  | 3d  | 1d  |     |         |      | SD, SHP                                                      |
| St. Gallen             | 25            | 4a  | 2b       | 4   | 4d      | 3b  | 2d  | 1d  | 1d  | 1a  |         |      | SD, PfSG, DP                                                 |
| Tessin                 | 23            | 3a  | 3b       | 1c  | 4c      | 2b  | 1c  |     |     | 1a  | 1b      | 1a   | MV, LCh, PCb, LVh, BS, PD                                    |
| Thurgau                | 23            | 2a  | 3b       | 3a  | 3d      | 3b  | 3b  | 3d  | 2d  | 1a  |         |      |                                                              |
| Uri                    | Majorzwahl    | 1   | 1        |     | 1       |     |     |     |     |     |         |      | alle Wahlberechtigten wählbar                                |
| Waadt                  | 24            | 2   | 2b       | 3   | 2d      | 2b  | 2e  | 1d  | 1d  | 1d  | 2b      |      | PPSe, SD, PNOS, LTC, UEb, DDSN                               |
| Wallis                 | 40            | 8   | 8b       | 8c  | 8       | 4b  | 1c  |     |     |     |         |      | CSPb (2), BV                                                 |
| Zug                    | 25            | 3   | 7b       | 3c  | 4c      | 5b  | 2   |     | 1b  |     |         |      |                                                              |
| Zürich                 | 32            | 3a  | 2b       | 2   | 4d      | 3b  | 4d  | 1d  | 3d  | 1a  | 1b      |      | PPSb, ALb, SD, IP, up!, ÖP, CS, DGb                          |

### Ständerat
Eine Liste mit den Namen sämtlicher Kandidierenden findet sich unter Resultate der Ständeratswahlen (2019–2023).
Für den Ständerat stellen Parteien üblicherweise genau einen Kandidaten auf, wobei diese Kandidaturen neben echter Wahlaspiration teilweise auch für die gleichzeitigen Nationalratswahlen werben sollen. Zwei Kandidierende pro Partei werden nur ausnahmsweise aufgestellt (dominierende Stellung in einem Kanton, entsprechende kantonale Sitte, Proporz in Neuenburg und dem Jura, Zeichen des Protests kleinerer/extremerer Gruppierungen gegen sämtliche etablierten Kandidierenden). Bei geringen Chancen verzichten besonders in kleineren Kantonen auch Grossparteien oft auf eine Bewerbung.
Insgesamt zeigte sich folgendes Bild (erster Wahlgang, ohne Appenzell Innerrhoden): Die FDP (inklusive der LDP in Basel-Stadt) stellte sich in 22 Kantonen zur Wahl. Kandidierende aus der SVP gab es in 21 Kantonen (in Appenzell Ausserrhoden freilich ohne Parteiunterstützung), solche der SP in 20. Die CVP kandidierte in 18 Kantonen, die Grünen in 17, die glp in deren elf. Die BDP hatte in fünf Kantonen Bewerbende nominiert, die Linksparteien PdA und solidaritéS in ihren drei traditionellen Hochburgen Genf, Waadt und Neuenburg. Die Regionalparteien Lega dei Ticinesi (Tessin) und MCG (Genf) stellten in ihren jeweiligen Kantonen je eine Person auf. Auch für den Ständerat traten verschiedene Kleinstgruppierungen an und in mehreren Kantonen präsentierten sich Parteilose, darunter der Bisherige Thomas Minder (Schaffhausen).
Die untenstehende Tabelle gibt eine Übersicht über die Ständeratskandidaturen in den Kantonen für die Wahlen vom 20. Oktober 2019 (d. h. ohne Appenzell Innerrhoden aber inklusive der stillen Wahlen in Ob- und Nidwalden; jeweils 1. Wahlgang). Die ersten zwei Spalten nennen dabei jeweils die Sitzzahl und das Wahlsystem, die folgenden die eigentlichen Kandidaturen (wobei Kandidierende, die ihre Partei nicht offiziell nominiert hat, mit «(i)» für «inoffiziell» markiert sind). Die letzte Spalte gibt darüber Auskunft, ob neben den offiziellen Kandidierenden auch andere Wahlberechtigte wählbar sind (in Wahlstatistiken gewöhnlich als «Vereinzelte» aufgeführt).
| Kanton                 | Sitze | WS | SVP  | SP | FDP | CVP | GPS | glp | BDP | EVP | Lega | Weitere                              | Alle Wahlberechtigten wählbar? |
| ---------------------- | ----- | -- | ---- | -- | --- | --- | --- | --- | --- | --- | ---- | ------------------------------------ | ------------------------------ |
| Aargau                 | 2     | M  | 1    | 1  | 1   | 1   | 1   | 1   | 1   | 1   |      | FWAG, parteilos                      | ja                             |
| Appenzell Ausserrhoden | 1     | M  | 1(i) |    | 1   |     |     |     |     |     |      |                                      | ja                             |
| Basel-Landschaft       | 1     | M  |      | 1  | 1   |     | 1   |     |     | 1   |      |                                      | ja                             |
| Basel-Stadt            | 1     | M  | 1    | 1  | 1   |     |     |     |     |     |      | VA, parteilos                        | ja                             |
| Bern                   | 2     | M  | 1    | 1  | 1   |     | 1   | 1   | 1   | 1   |      | PPS (2), PNOS (2), DU, parteilos (3) | nein                           |
| Freiburg               | 2     | M  | 1    | 1  | 1   | 1   | 1   | 1   | 1   |     |      | Künstler-Partei, DDSN                | nein                           |
| Genf                   | 2     | M  | 1    | 1  | 1   | 1   | 1   | 2   | 2   |     |      | MCG, PdA, Sol (2), parteilos (2)     | nein                           |
| Glarus                 | 2     | M  | 1    |    | 1   |     | 1   |     |     |     |      |                                      | ja                             |
| Graubünden             | 2     | M  | 1    | 1  | 1   | 1   |     | 1   |     |     |      | parteilos                            | ja                             |
| Jura                   | 2     | P  | 2    | 2  |     | 2   | 2   |     |     |     |      |                                      | nein                           |
| Luzern                 | 2     | M  | 1    | 1  | 1   | 1   | 1   | 1   |     |     |      | parteilos                            | ja                             |
| Neuenburg              | 2     | P  | 2    | 2  | 2   | 2   | 2   | 2   |     |     |      | PdA (2), Sol (2), EFP, modernocrates | nein                           |
| Nidwalden              | 1     | M  |      |    | 1   |     |     |     |     |     |      |                                      | nein                           |
| Obwalden               | 1     | M  |      |    |     | 1   |     |     |     |     |      |                                      | nein                           |
| Schaffhausen           | 2     | M  | 1    | 1  | 1   |     |     |     |     |     |      | parteilos                            | ja                             |
| Schwyz                 | 2     | M  | 2    | 1  | 1   | 1   |     |     |     |     |      | parteilos                            | ja                             |
| Solothurn              | 2     | M  | 1    | 1  | 1   | 1   | 1   |     |     |     |      |                                      | nein                           |
| St. Gallen             | 2     | M  | 1    | 1  | 1   | 1   | 1   | 1   | 1   |     |      |                                      | ja                             |
| Tessin                 | 2     | M  | 1    | 1  | 1   | 1   | 1   |     |     |     | 1    | MontV, Lega verde                    | nein                           |
| Thurgau                | 2     | M  | 1    | 1  |     | 1   | 1   | 1   |     |     |      | parteilos                            | ja                             |
| Uri                    | 2     | M  |      |    | 1   | 1   |     |     |     |     |      |                                      | ja                             |
| Waadt                  | 2     | M  | 2    | 1  | 1   | 1   | 1   | 2   |     | 1   |      | PdA (2), Sol., Decr., DDSN (2)       | nein                           |
| Wallis                 | 2     | M  | 2    | 1  | 1   | 2   | 1   |     |     |     |      | Grains de Futur                      | nein                           |
| Zug                    | 2     | M  | 1    | 1  | 1   | 1   | 1   |     |     |     |      | PARAT, parteilos                     | nein                           |
| Zürich                 | 2     | M  | 1    | 1  | 1   | 1   | 1   | 1   |     | 1   |      |                                      | ja                             |

## Umfragen

Umfrageverlauf seit den Nationalratswahlen 2015

| Institut       | Datum      | SVP  | SP   | FDP  | CVP  | GPS  | glp | BDP | EVP | Sonstige |
| Wahlergebnis   | 20.10.2019 | 25,6 | 16,8 | 15,1 | 11,4 | 13,2 | 7,8 | 2,5 | 2,1 | 5,6      |
| -------------- | ---------- | ---- | ---- | ---- | ---- | ---- | --- | --- | --- | -------- |
| Sotomo         | 29.09.2019 | 27,3 | 18,2 | 15,2 | 10,6 | 10,7 | 7,3 | 2,8 | 1,8 | 5,8      |
| LeeWas         | 24.09.2019 | 27,9 | 18,0 | 15,6 | 10,4 | 10,2 | 7,2 | 3,3 | –   | 7,4      |
| Gallup Schweiz | 20.09.2019 | 26,9 | 18,5 | 15,9 | 10,5 | 10,5 | 7,4 | 3,1 | –   | 7,2      |
| Sotomo         | 22.08.2019 | 26,8 | 18,7 | 16,7 | 10,2 | 10,5 | 6,9 | 2,6 | 1,6 | 6,0      |
| LeeWas         | 23.05.2019 | 28,9 | 17,6 | 15,5 | 10,3 | 9,9  | 6,9 | 3,3 | –   | 7,6      |
| Sotomo         | 22.05.2019 | 26,5 | 19,1 | 16,2 | 10,6 | 10,1 | 6,4 | 2,9 | 1,8 | 6,4      |
| LeeWas         | 19.02.2019 | 29,2 | 18,4 | 15,9 | 9,9  | 9,6  | 6,7 | 3,9 | –   | 6,4      |
| Sotomo         | 04.02.2019 | 27,0 | 17,4 | 17,4 | 11,3 | 9,5  | 6,4 | 3,3 | 1,7 | 6,0      |
| LeeWas         | 24.09.2018 | 29,7 | 17,9 | 17,0 | 9,9  | 7,1  | 5,7 | 4,0 | –   | 8,7      |
| Sotomo         | 15.09.2018 | 27,4 | 19,3 | 17,7 | 10,1 | 8,7  | 5,7 | 3,2 | 2,0 | 7,9      |
| gfs.bern       | 13.09.2018 | 28,0 | 18,7 | 17,3 | 11,0 | 9,1  | 5,9 | 2,0 | 1,9 | 6,1      |
| LeeWas         | 21.06.2018 | 29,2 | 18,0 | 16,4 | 10,0 | 7,2  | 5,7 | 4,7 | –   | 8,8      |
| LeeWas         | 04.01.2018 | 30,8 | 18,7 | 16,4 | 9,1  | 7,4  | 6,1 | 3,7 | –   | 7,8      |
| Sotomo         | 30.09.2017 | 28,7 | 17,7 | 17,1 | 10,9 | 8,1  | 5,4 | 3,4 | –   | 8,6      |
| gfs.bern       | 07.03.2017 | 28,3 | 20,3 | 17,3 | 10,7 | 8,8  | 4,9 | 3,0 | –   | 6,7      |
| gfs.bern       | 06.10.2016 | 29,9 | 18,7 | 16,7 | 10,5 | 7,6  | 5,6 | 3,5 | –   | 7,5      |
| OpinionPlus    | 01.05.2016 | 30,8 | 17,8 | 16,8 | 10,6 | 6,6  | 5,4 | 4,6 | –   | 7,4      |
| Letzte Wahl    | 18.10.2015 | 29,4 | 18,8 | 16,4 | 11,6 | 7,1  | 4,6 | 4,1 | 1,9 | 6,1      |

Bemerkungen: Angaben in Prozent. Das Datum bezeichnet den mittleren Zeitpunkt der Umfrage, nicht den Zeitpunkt der Publikation der Umfrage.
| Institut    | Datum      | SVP  | SP   | FDP  | CVP | GPS  | glp | BDP | Sonstige |
| ----------- | ---------- | ---- | ---- | ---- | --- | ---- | --- | --- | -------- |
| Sotomo      | 29.09.2019 | 30,5 | 17,9 | 12,6 | 9,8 | 10,2 | 8,8 | 3,6 | 6,6      |
| Sotomo      | 22.08.2019 | 29,8 | 18,8 | 14,4 | 9,4 | 10,1 | 8,4 | 3,4 | 5,7      |
| Sotomo      | 22.05.2019 | 29,5 | 19,3 | 13,5 | 9,6 | 9,8  | 8,0 | 3,8 | 6,5      |
| Letzte Wahl | 18.10.2015 | 32,9 | 18,3 | 14,2 | 6,7 | 10,5 | 5,5 | 5,2 | 6,7      |

| Institut    | Datum      | FDP  | SP   | SVP  | CVP  | GPS  | glp | Sonstige |
| ----------- | ---------- | ---- | ---- | ---- | ---- | ---- | --- | -------- |
| Sotomo      | 29.09.2019 | 22,8 | 19,8 | 18,5 | 12,5 | 13,7 | 3,6 | 9,1      |
| Sotomo      | 22.08.2019 | 23,4 | 19,4 | 19,0 | 11,7 | 13,0 | 3,4 | 10,1     |
| Sotomo      | 22.05.2019 | 24,1 | 19,7 | 18,9 | 12,7 | 12,1 | 2,3 | 10,2     |
| Letzte Wahl | 18.10.2015 | 22,5 | 21,4 | 20,8 | 13,9 | 9,2  | 2,5 | 9,7      |

| Institut    | Datum      | SVP  | SP   | FDP  | CVP | GPS | glp | BDP | EVP | Sonstige |
| ----------- | ---------- | ---- | ---- | ---- | --- | --- | --- | --- | --- | -------- |
| Sotomo      | 16.09.2019 | 33,9 | 16,9 | 15,2 | 7,8 | 8,6 | 8,5 | 2,7 | 3,2 | 3,2      |
| Letzte Wahl | 18.10.2015 | 38,0 | 16,1 | 15,1 | 8,6 | 5,5 | 5,2 | 5,1 | 3,3 | 3,1      |

| Institut    | Datum      | SVP  | SP   | FDP  | GPS  | CVP | BDP | glp | EVP | Sonstige |
| ----------- | ---------- | ---- | ---- | ---- | ---- | --- | --- | --- | --- | -------- |
| Sotomo      | 20.09.2019 | 27,7 | 21,9 | 12,8 | 18,9 | 9,6 | 1,4 | 4,7 | 1,7 | 1,0      |
| Letzte Wahl | 18.10.2015 | 29,8 | 22,2 | 15,8 | 14,2 | 9,1 | 2,8 | 2,7 | 2,2 | 1,2      |

| Institut    | Datum      | SVP  | SP   | BDP  | FDP  | GPS  | glp | EVP | Sonstige |
| ----------- | ---------- | ---- | ---- | ---- | ---- | ---- | --- | --- | -------- |
| Sotomo      | 08.09.2019 | 29,4 | 20,3 | 9,1  | 10,0 | 12,0 | 8,3 | 3,7 | 7,2      |
| Letzte Wahl | 18.10.2015 | 33,1 | 19,7 | 11,8 | 9,3  | 8,5  | 6,0 | 4,3 | 7,3      |

| Institut    | Datum      | SVP  | SP   | CVP  | BDP  | FDP  | glp | GPS | Sonstige |
| ----------- | ---------- | ---- | ---- | ---- | ---- | ---- | --- | --- | -------- |
| Sotomo      | 10.09.2019 | 29,1 | 16,8 | 16,7 | 9,3  | 14,2 | 9,1 | 4,8 | –        |
| Letzte Wahl | 18.10.2015 | 29,7 | 17,6 | 16,8 | 14,5 | 13,3 | 7,9 | –   | 0,2      |

| Institut    | Datum      | SVP  | CVP  | FDP  | SP   | GPS  | glp | Sonstige |
| ----------- | ---------- | ---- | ---- | ---- | ---- | ---- | --- | -------- |
| Sotomo      | 17.09.2019 | 25,0 | 22,3 | 17,3 | 14,3 | 11,4 | 8,6 | 1,1      |
| Letzte Wahl | 18.10.2015 | 28,5 | 23,9 | 18,5 | 13,6 | 7,1  | 5,8 | 2,8      |

| Institut    | Datum      | SVP  | FDP  | SP   | CVP  | GPS | glp | BDP | EVP | Sonstige |
| ----------- | ---------- | ---- | ---- | ---- | ---- | --- | --- | --- | --- | -------- |
| Sotomo      | 21.09.2019 | 28,2 | 17,9 | 19,7 | 14,2 | 8,4 | 6,4 | 2,6 | 1,3 | 1,3      |
| Letzte Wahl | 18.10.2015 | 28,8 | 21,2 | 20,0 | 14,8 | 5,6 | 3,5 | 3,4 | 1,2 | 1,5      |

| Institut    | Datum      | SVP  | CVP  | FDP  | SP   | GPS | glp | EVP | BDP | Sonstige |
| ----------- | ---------- | ---- | ---- | ---- | ---- | --- | --- | --- | --- | -------- |
| Sotomo      | 21.09.2019 | 33,9 | 16,0 | 13,0 | 13,1 | 9,0 | 8,0 | 1,8 | 1,9 | 3,3      |
| Letzte Wahl | 18.10.2015 | 35,8 | 16,6 | 14,3 | 14,2 | 5,7 | 4,9 | 3,6 | 1,8 | 3,1      |

| Institut    | Datum      | CVP  | SVP  | FDP  | SP   | GPS | Sonstige |
| ----------- | ---------- | ---- | ---- | ---- | ---- | --- | -------- |
| Sotomo      | 10.09.2019 | 36,1 | 21,7 | 17,0 | 12,8 | 8,8 | 3,6      |
| Letzte Wahl | 18.10.2015 | 39,8 | 22,1 | 18,1 | 13,3 | 4,9 | 1,8      |

| Institut       | Datum      | SVP  | SP   | FDP  | glp  | GPS  | CVP | BDP | EVP | Sonstige |
| -------------- | ---------- | ---- | ---- | ---- | ---- | ---- | --- | --- | --- | -------- |
| Gallup Schweiz | 20.09.2019 | 27,1 | 20,7 | 14,5 | 12,9 | 10,9 | 3,7 | 2,5 | –   | 7,7      |
| Sotomo         | 11.09.2019 | 27,3 | 20,3 | 14,7 | 12,6 | 10,7 | 3,7 | 1,5 | 2,8 | 6,4      |
| Letzte Wahl    | 18.10.2015 | 30,7 | 21,4 | 15,3 | 8,2  | 6,9  | 4,2 | 3,6 | 3,1 | 6,6      |

| Institut | Datum      | GPS  | FDP  | SVP  | SP   | glp  | CVP | BDP | Sonstige |
| -------- | ---------- | ---- | ---- | ---- | ---- | ---- | --- | --- | -------- |
| Sotomo   | 29.09.2019 | 25,3 | 13,5 | 19,1 | 13,9 | 13,4 | 6,0 | 1,3 | 7,5      |
| Sotomo   | 22.08.2019 | 22,6 | 18,4 | 16,1 | 15,5 | 11,0 | 7,8 | 0,7 | 7,9      |

| Institut | Datum      | Siedlungstyp  | SVP | SP | FDP | CVP | GPS | glp | BDP | Sonstige |
| -------- | ---------- | ------------- | --- | -- | --- | --- | --- | --- | --- | -------- |
| gfs.bern | 13.09.2018 | Städte        | 25  | 21 | 18  | 6   | 14  | 7   | 2   | 7        |
| gfs.bern | 13.09.2018 | Agglomeration | 27  | 20 | 18  | 12  | 7   | 5   | 2   | 9        |
| gfs.bern | 13.09.2018 | Land          | 31  | 15 | 16  | 19  | 5   | 5   | 3   | 6        |

| Institut | Datum      | Altersgruppe    | SVP | SP | FDP | CVP | GPS | glp | BDP | Sonstige |
| -------- | ---------- | --------------- | --- | -- | --- | --- | --- | --- | --- | -------- |
| Sotomo   | 29.09.2019 | 18 bis 25 Jahre | 19  | 20 | 11  | 4   | 16  | 10  | 2   | 18       |
| Sotomo   | 29.09.2019 | 26 bis 45 Jahre | 24  | 18 | 14  | 9   | 13  | 9   | 2   | 11       |
| Sotomo   | 29.09.2019 | 46 bis 65 Jahre | 29  | 17 | 14  | 11  | 11  | 7   | 3   | 8        |
| Sotomo   | 29.09.2019 | Über 65 Jahre   | 28  | 20 | 18  | 12  | 8   | 6   | 3   | 5        |
| LeeWas   | 24.09.2019 | 18 bis 34 Jahre | 25  | 18 | 14  | 9   | 13  | 9   | 3   | 9        |
| LeeWas   | 24.09.2019 | 35 bis 49 Jahre | 28  | 18 | 15  | 9   | 11  | 8   | 2   | 9        |
| LeeWas   | 24.09.2019 | 50 bis 64 Jahre | 30  | 16 | 15  | 11  | 10  | 6   | 3   | 9        |
| LeeWas   | 24.09.2019 | Über 65 Jahre   | 28  | 21 | 16  | 13  | 7   | 5   | 5   | 5        |
| Sotomo   | 22.08.2019 | 18 bis 25 Jahre | 20  | 19 | 16  | 6   | 15  | 9   | 1   | 14       |
| Sotomo   | 22.08.2019 | 26 bis 45 Jahre | 23  | 18 | 15  | 8   | 13  | 8   | 1   | 14       |
| Sotomo   | 22.08.2019 | 46 bis 65 Jahre | 28  | 18 | 17  | 12  | 10  | 6   | 2   | 7        |
| Sotomo   | 22.08.2019 | Über 65 Jahre   | 32  | 21 | 19  | 12  | 6   | 5   | 4   | 1        |
| Sotomo   | 22.05.2019 | 18 bis 25 Jahre | 20  | 19 | 15  | 8   | 14  | 8   | 2   | 14       |
| Sotomo   | 22.05.2019 | 26 bis 45 Jahre | 23  | 18 | 13  | 9   | 12  | 8   | 2   | 15       |
| Sotomo   | 22.05.2019 | 46 bis 65 Jahre | 29  | 19 | 15  | 11  | 10  | 6   | 3   | 7        |
| Sotomo   | 22.05.2019 | Über 65 Jahre   | 29  | 21 | 22  | 12  | 6   | 5   | 4   | 1        |
| Sotomo   | 04.02.2019 | 18 bis 25 Jahre | 17  | 17 | 19  | 9   | 14  | 10  | 2   | 12       |
| Sotomo   | 04.02.2019 | 26 bis 45 Jahre | 24  | 16 | 14  | 11  | 12  | 8   | 2   | 13       |
| Sotomo   | 04.02.2019 | 46 bis 65 Jahre | 28  | 17 | 15  | 12  | 10  | 6   | 3   | 9        |
| Sotomo   | 04.02.2019 | Über 65 Jahre   | 30  | 19 | 23  | 11  | 6   | 5   | 4   | 2        |

| Institut | Datum      | SVP | SP | FDP | CVP | GPS | glp | BDP | Sonstige |
| -------- | ---------- | --- | -- | --- | --- | --- | --- | --- | -------- |
| Sotomo   | 29.09.2019 | 26  | 20 | 15  | 11  | 13  | 6   | 2   | 7        |
| LeeWas   | 24.09.2019 | 28  | 20 | 13  | 10  | 12  | 6   | 4   | 7        |
| Sotomo   | 22.08.2019 | 25  | 20 | 16  | 11  | 12  | 6   | 3   | 7        |
| LeeWas   | 23.05.2019 | 29  | 18 | 14  | 10  | 11  | 6   | 3   | 9        |
| Sotomo   | 22.05.2019 | 25  | 21 | 14  | 11  | 11  | 7   | 3   | 8        |
| Sotomo   | 04.02.2019 | 23  | 21 | 15  | 13  | 10  | 6   | 4   | 8        |

| Institut | Datum      | SVP | SP | FDP | CVP | GPS | glp | BDP | Sonstige |
| -------- | ---------- | --- | -- | --- | --- | --- | --- | --- | -------- |
| Sotomo   | 29.09.2019 | 29  | 17 | 16  | 11  | 8   | 8   | 3   | 8        |
| LeeWas   | 24.09.2019 | 28  | 16 | 18  | 10  | 8   | 8   | 3   | 9        |
| Sotomo   | 22.08.2019 | 28  | 17 | 18  | 10  | 9   | 7   | 2   | 9        |
| LeeWas   | 23.05.2019 | 29  | 17 | 17  | 10  | 8   | 8   | 3   | 8        |
| Sotomo   | 22.05.2019 | 28  | 17 | 19  | 10  | 9   | 6   | 3   | 8        |
| Sotomo   | 04.02.2019 | 31  | 14 | 20  | 9   | 9   | 7   | 2   | 8        |

| Institut | Datum      | Absolutes Mehr | Thierry Burkart (FDP) | Hansjörg Knecht (SVP) | Cédric Wermuth (SP) | Marianne Binder-Keller (CVP) | Ruth Müri (GPS) | Beat Flach (glp) | Maya Bally (BDP) | Roland Frauchiger (EVP) |
| -------- | ---------- | -------------- | --------------------- | --------------------- | ------------------- | ---------------------------- | --------------- | ---------------- | ---------------- | ----------------------- |
| Sotomo   | 16.09.2019 | 42,5           | 43                    | 38                    | 29                  | 17                           | 16              | 12               | 9                | 4                       |

| Institut | Datum      | Absolutes Mehr | Daniela Schneeberger (FDP) | Maya Graf (GPS) | Eric Nussbaumer (SP) | Elisabeth Augstburger (EVP) |
| -------- | ---------- | -------------- | -------------------------- | --------------- | -------------------- | --------------------------- |
| Sotomo   | 20.09.2019 | 50             | 37,1                       | 29,5            | 27,8                 | 5,6                         |

| Institut | Datum      | Absolutes Mehr | Hans Stöckli (SP, bisher) | Werner Salzmann (SVP) | Regula Rytz (GPS) | Beatrice Simon (BDP) | Christa Markwalder (FDP) | Kathrin Bertschy (glp) | Marianne Streiff (EVP) |
| -------- | ---------- | -------------- | ------------------------- | --------------------- | ----------------- | -------------------- | ------------------------ | ---------------------- | ---------------------- |
| Sotomo   | 08.09.2019 | 43,5           | 40,6                      | 33,2                  | 29,5              | 27,1                 | 22,2                     | 14,2                   | 7,1                    |

| Institut | Datum      | Absolutes Mehr | Stefan Engler (CVP, bisher) | Martin Schmid (FDP, bisher) | Jon Pult (SP) | Valérie Favre Accola (SVP) | Géraldine Danuser (glp) | Timo Stammwitz (parteilos) |
| -------- | ---------- | -------------- | --------------------------- | --------------------------- | ------------- | -------------------------- | ----------------------- | -------------------------- |
| Sotomo   | 10.09.2019 | 34             | 45                          | 43                          | 34            | 29                         | 17                      | 3                          |

| Institut | Datum      | Absolutes Mehr | Damian Müller (FDP, bisher) | Andrea Gmür-Schönenberger (CVP) | Franz Grüter (SVP) | David Roth (SP) | Monique Frey (GPS) | Michèle Graber (glp) |
| -------- | ---------- | -------------- | --------------------------- | ------------------------------- | ------------------ | --------------- | ------------------ | -------------------- |
| Sotomo   | 16.09.2019 | 50             | 49                          | 38                              | 35                 | 22              | 19                 | 9                    |

| Institut | Datum      | Absolutes Mehr | Pirmin Bischof (CVP, bisher) | Roberto Zanetti (SP, bisher) | Christian Imark (SVP) | Stefan Nünlist (FDP) | Felix Wettstein (GPS) |
| -------- | ---------- | -------------- | ---------------------------- | ---------------------------- | --------------------- | -------------------- | --------------------- |
| Sotomo   | 21.09.2019 | 50             | 41                           | 40                           | 37                    | 21                   | 21                    |

| Institut | Datum      | Absolutes Mehr | Benedikt Würth (CVP, bisher) | Paul Rechsteiner (SP, bisher) | Roland Rino Büchel (SVP) | Marcel Dobler (FDP) | Franziska Ryser (GPS) | Pietro Vernazza (glp) |
| -------- | ---------- | -------------- | ---------------------------- | ----------------------------- | ------------------------ | ------------------- | --------------------- | --------------------- |
| Sotomo   | 21.09.2019 | 50             | 41                           | 39                            | 35                       | 25                  | 19                    | 8                     |

| Institut | Datum      | Absolutes Mehr | Brigitte Häberli-Koller (CVP, bisher) | Jakob Stark (SVP) | Nina Schläfli (SP) | Ueli Fisch (glp) | Kurt Egger (GPS) |
| -------- | ---------- | -------------- | ------------------------------------- | ----------------- | ------------------ | ---------------- | ---------------- |
| Sotomo   | 21.09.2019 | 42,9           | 52                                    | 51                | 23                 | 23               | 19               |

| Institut | Datum      | Absolutes Mehr | Beat Rieder (CVP, bisher) | Marianne Maret (CVP) | Mathias Reynard (SP) | Philippe Nantermod (FDP) | Cyrille Fauchère (SVP) | Brigitte Wolf (GPS) | Michael Kreuzer (SVP) |
| -------- | ---------- | -------------- | ------------------------- | -------------------- | -------------------- | ------------------------ | ---------------------- | ------------------- | --------------------- |
| Sotomo   | 10.09.2019 | 50             | 43                        | 31                   | 30                   | 27                       | 18                     | 14                  | 12                    |

| Institut | Datum      | Absolutes Mehr | Peter Hegglin (CVP, bisher) | Heinz Tännler (SVP) | Matthias Michel (FDP) | Barbara Gysel (SP) | Tabea Zimmermann (ALG) |
| -------- | ---------- | -------------- | --------------------------- | ------------------- | --------------------- | ------------------ | ---------------------- |
| Sotomo   | 20.09.2019 | 41,8           | 49                          | 42                  | 36                    | 21                 | 16                     |

| Institut | Datum      | Absolutes Mehr | Daniel Jositsch (SP, bisher) | Ruedi Noser (FDP, bisher) | Roger Köppel (SVP) | Tiana Angelina Moser (glp) | Marionna Schlatter (GPS) | Nicole Barandun (CVP) | Nik Gugger (EVP) |
| -------- | ---------- | -------------- | ---------------------------- | ------------------------- | ------------------ | -------------------------- | ------------------------ | --------------------- | ---------------- |
| Sotomo   | 11.09.2019 | 46,2           | 63                           | 41                        | 31                 | 21                         | 15                       | 5                     | 4                |

## Ergebnisse der Nationalratswahlen

Stärkste Parteien in den Kantonen und Sitzverteilung

Stärkste Parteien in den Gemeinden

### Parteien, Stimmen, Sitze
Resultate aus den Kantonen unter Schweizer Parlamentswahlen 2019/Resultate Nationalratswahlen
Anmerkung zu den Wählerzahlen: In den Mehrpersonenwahlkreisen (20 Kantone mit total 194 von 200 Sitzen) hat jeder Wähler so viele Stimmen, wie in seinem Kanton Sitze zu vergeben sind (im Kanton Zürich 35, im Kanton Jura 2). Um zu überkantonal vergleichbaren Ergebnissen zu kommen, muss zuerst die Anzahl fiktiver Wähler pro Kanton und Partei berechnet werden. Die Summe aller fiktiven Wähler der einzelnen Kantone sind dann die Wähler auf Landesebene (z. B. SVP: 620'342,797 fiktive Wähler auf 620'343 Wähler gerundet). Das Bundesamt für Statistik benutzt daher den Begriff «fiktiver Wähler» für den Wähler, da ein effektiver Wähler auch nur ein Teilwähler sein kann.
Die Zahl der Wähler entspricht der Anzahl gültiger Wahlzettel. Auf Kantonsebene ist die Summe aller Parteistimmen (Summe der Kandidatenstimmen von Kandidierenden einer Partei plus Zusatzstimmen = leere Felder einer Parteiliste) Berechnungsgrundlage. Beispiel: Partei A erzielt im Kanton X 12000, Partei B 27000 und Partei C 48000 von 87000 Parteistimmen. Die Anzahl gültiger Wahlzettel beträgt 25000. Somit hat Partei A in diesem Kanton 3448,28 (12000:87000 × 25000), Partei B 7758,62 (27000:87000 × 25000) und Partei C 13793,10 (48000:87000 × 25000) fiktive Wähler. Alle drei Parteien zusammen total 25000 Wähler.
| Partei                                                 | Stimmen | % (+/−) | % (+/−) | Sitze (+/−) | Sitze (+/−) |
| ------------------------------------------------------ | ------- | ------- | ------- | ----------- | ----------- |
| Schweizerische Volkspartei                             | 620'343 | 25,59 % | −3,84 % | 53          | −12         |
| Sozialdemokratische Partei                             | 408'128 | 16,84 % | −2,02 % | 39          | −4          |
| FDP.Die Liberalen 1                                    | 366'303 | 15,11 % | −1,28 % | 29          | −4          |
| Grüne Partei der Schweiz 2                             | 321'018 | 13,24 % | +6,18 % | 28          | +17         |
| Christlichdemokratische Volkspartei 3                  | 275'842 | 11,38 % | −0,24 % | 25          | −2          |
| Grünliberale Partei                                    | 189'162 | 7,80 %  | +3,17 % | 16          | +9          |
| Bürgerlich-Demokratische Partei 4                      | 59'852  | 2,47 %  | −1,64 % | 3           | −4          |
| Evangelische Volkspartei                               | 50'317  | 2,08 %  | +0,18 % | 3           | +1          |
| Eidgenössisch-Demokratische Union 5                    | 25'434  | 1,05 %  | −0,14 % | 1           | +1          |
| Partei der Arbeit/solidaritéS                          | 25'427  | 1,05 %  | +0,24 % | 2           | +1          |
| Lega dei Ticinesi                                      | 18'187  | 0,75 %  | −0,24 % | 1           | −1          |
| Alternative Liste (SH, ZH)                             | 7'709   | 0,32 %  | −0,04 % | 0           | 0           |
| Piratenpartei                                          | 6'602   | 0,27 %  | −0,14 % | 0           | 0           |
| Mitte-Links CSP                                        | 6'238   | 0,26 %  | +0,05 % | 0           | 0           |
| Mouvement citoyens genevois (GE)                       | 5'388   | 0,22 %  | −0,10 % | 0           | −1          |
| Schweizer Demokraten                                   | 3'202   | 0,13 %  | +0,01 % |             |             |
| DU – Die Unabhängigen (AG, BE)                         | 3'079   | 0,13 %  | +0,13 % |             |             |
| Integrale Politik (BS, LU, ZH)                         | 2'849   | 0,12 %  | +0,04 % |             |             |
| TEAM 65+ – Die Aargauer Seniorenliste (AG)             | 2'612   | 0,11 %  | +0,11 % |             |             |
| Armin Capaul Parteilos und weitere Parteilose (BE)     | 2'305   | 0,10 %  | +0,10 % |             |             |
| Junge Alternative JA! (BE)                             | 1'935   | 0,08 %  | +0,08 % |             |             |
| Bürgervereinigung Wallis (VS)                          | 1'756   | 0,07 %  | +0,07 % |             |             |
| Menschen mit Zukunft sagen 5G ade! (BE)                | 1'695   | 0,07 %  | +0,07 % |             |             |
| Luke Gasser (OW)                                       | 1'675   | 0,07 %  | +0,07 % |             |             |
| die Guten (ZH)                                         | 1'355   | 0,06 %  | +0,06 % |             |             |
| Direkte Demokratie, Spiritualität und Natur (FR, VD)   | 1'255   | 0,05 %  | +0,05 % |             |             |
| Parteifrei (SG)                                        | 1'030   | 0,04 %  | +0,01 % |             |             |
| Ziel 2030 (FR)                                         | 1'010   | 0,04 %  | +0,04 % |             |             |
| Più Donne (TI) 6                                       | 908     | 0,04 %  | +0,04 % |             |             |
| Planète Bleue (GE) 7                                   | 872     | 0,04 %  | +0,04 % |             |             |
| MontagnaViva (TI)                                      | 736     | 0,03 %  | −0,03 % |             |             |
| Schweizerische Hanf Partei (SO)                        | 727     | 0,03 %  | +0,03 % |             |             |
| Lega verde (TI) 8                                      | 699     | 0,03 %  | +0,03 % |             |             |
| Urgence Écologique (VD) 9                              | 676     | 0,03 %  | +0,03 % |             |             |
| Liste Transition Citoyenne (VD) 10                     | 603     | 0,02 %  | +0,02 % |             |             |
| Partei National Orientierter Schweizer (BS, VD)        | 582     | 0,02 %  | −0,01 % |             |             |
| Landliste (BE)                                         | 511     | 0,02 %  | +0,02 % |             |             |
| Bello Sognare (TI) 11                                  | 444     | 0,02 %  | +0,02 % |             |             |
| Freie Wähler Aargau (AG)                               | 442     | 0,02 %  | +0,02 % |             |             |
| Volksaktion gegen zuviele Ausländer und Asylanten (BS) | 437     | 0,02 %  | −0,01 % |             |             |
| Luzi Stamm (AG)                                        | 415     | 0,02 %  | +0,02 % |             |             |
| JutziPhilipp.com (BE)                                  | 367     | 0,02 %  | −0,03 % |             |             |
| Künstler Partei (FR)                                   | 314     | 0,01 %  | +0,01 % |             |             |
| Der Pflug (SG)                                         | 287     | 0,01 %  | +0,01 % |             |             |
| Unabhängigkeitspartei up! (ZH)                         | 274     | 0,01 %  | −0,00 % |             |             |
| Fédéraction (GE)                                       | 265     | 0,01 %  | +0,01 % |             |             |
| Die liebe, sehr sehr liebe Partei (BE)                 | 264     | 0,01 %  | +0,01 % |             |             |
| Lösungsorientierte Volks-Bewegung (AG)                 | 260     | 0,01 %  | +0,01 % |             |             |
| Partei der unbegrenzten Möglichkeiten (BE)             | 237     | 0,01 %  | +0,01 % |             |             |
| Unabhängige Bürger Bewegung (FR)                       | 202     | 0,01 %  | +0,01 % |             |             |
| Prophète Eco – «Santé!» (GE) 12                        | 191     | 0,01 %  | +0,01 % |             |             |
| Gesundheit-Energie-Natur (BE) 13                       | 169     | 0,01 %  | −0,05 % |             |             |
| Christ-und-Politik.CH (BL)                             | 92      | 0,00 %  | +0,00 % |             |             |
| Öko-Partei Schweiz (ZH)                                | 88      | 0,00 %  | +0,00 % |             |             |
| Lista civica (TI) 14                                   | 88      | 0,00 %  | +0,00 % |             |             |
| Europäische Föderalistische Partei (NE)                | 82      | 0,00 %  | +0,00 % |             |             |
| Sarantidis Chrisoula (ZH)                              | 53      | 0,00 %  | +0,00 % |             |             |
| vereinzelte Stimmen in Kantonen mit nur einem Sitz     | 1'258   | 0,05 %  | −0,00 % |             |             |

### Wähleranteile in den Kantonen (mit mehreren Sitzen)
Wählerzahlen, Prozente kleinerer Parteien und Namen der Gewählten unter Schweizer Parlamentswahlen 2019/Resultate Nationalratswahlen
| Kanton           | SVP    | SP     | FDP 15 | Grüne  | CVP    | glp    | BDP   | EVP   | EDU   | PdA, Sol, AL |
| ---------------- | ------ | ------ | ------ | ------ | ------ | ------ | ----- | ----- | ----- | ------------ |
| Aargau           | 31,5 % | 16,5 % | 13,6 % | 9,8 %  | 9,9 %  | 8,5 %  | 3,1 % | 3,6 % | 1,0 % |              |
| Basel-Landschaft | 25,1 % | 21,8 % | 16,5 % | 18,0 % | 8,5 %  | 5,3 %  | 1,2 % | 3,5 % |       |              |
| Basel-Stadt      | 12,4 % | 32,7 % | 21,4 % | 17,7 % | 4,6 %  | 5,7 %  | 0,4 % | 2,0 % | 0,3 % |              |
| Bern             | 30,0 % | 16,8 % | 8,4 %  | 13,6 % | 1,9 %  | 9,7 %  | 8,0 % | 4,2 % | 2,8 % | 0,6 %        |
| Freiburg         | 20,2 % | 21,2 % | 15,4 % | 12,5 % | 17,8 % | 5,4 %  | 0,7 % | 0,7 % | 0,7 % |              |
| Genf             | 13,7 % | 14,7 % | 17,9 % | 24,6 % | 7,7 %  | 5,4 %  | 1,0 % | 0,7 % | 0,1 % | 7,4 %        |
| Graubünden       | 29,9 % | 17,1 % | 13,6 % | 5,5 %  | 16,3 % | 8,3 %  | 9,1 % |       |       |              |
| Jura             | 14,5 % | 27,0 % | 9,1 %  | 15,6 % | 22,8 % |        |       | 1,4 % |       |              |
| Luzern           | 24,7 % | 13,5 % | 15,6 % | 12,2 % | 25,5 % | 7,1 %  |       | 0,7 % |       |              |
| Neuenburg        | 12,7 % | 16,6 % | 22,3 % | 20,8 % | 4,2 %  | 9,1 %  |       |       |       | 14,1 %       |
| Schaffhausen     | 39,5 % | 26,2 % | 11,0 % | 6,8 %  | 2,1 %  | 5,9 %  |       | 1,9 % | 3,4 % | 3,2 %        |
| Schwyz           | 36,9 % | 13,8 % | 23,1 % | 2,6 %  | 18,4 % | 4,6 %  |       | 0,6 % |       |              |
| Solothurn        | 25,9 % | 18,4 % | 18,5 % | 11,4 % | 14,2 % | 6,8 %  | 2,0 % | 1,2 % |       |              |
| St. Gallen       | 31,3 % | 12,7 % | 15,0 % | 10,5 % | 18,8 % | 7,3 %  | 0,6 % | 1,6 % | 0,9 % |              |
| Tessin           | 11,7 % | 14,1 % | 20,5 % | 13,1 % | 18,2 % | 1,0 %  |       |       | 1,1 % | 0,8 %        |
| Thurgau          | 36,7 % | 12,6 % | 11,5 % | 10,6 % | 12,7 % | 8,1 %  | 2,3 % | 2,7 % | 2,8 % |              |
| Waadt            | 17,4 % | 20,4 % | 23,3 % | 19,7 % | 2,4 %  | 8,4 %  | 0,4 % | 1,3 % | 0,3 % | 4,1 %        |
| Wallis           | 19,8 % | 15,1 % | 16,5 % | 10,6 % | 34,8 % | 0,8 %  |       |       |       |              |
| Zug              | 26,6 % | 9,3 %  | 14,7 % | 19,2 % | 23,8 % | 5,5 %  |       | 0,8 % |       |              |
| Zürich           | 26,7 % | 17,3 % | 13,7 % | 14,1 % | 4,4 %  | 14,0 % | 1,6 % | 3,3 % | 1,6 % | 1,9 %        |
| Schweiz          | 25,6 % | 16,8 % | 15,1 % | 13,2 % | 11,4 % | 7,8 %  | 2,5 % | 2,1 % | 1,0 % | 1,4 %        |

### Sitzverteilung in den Kantonen
Für die Namen der Gewählten siehe Schweizer Parlamentswahlen 2019/Resultate Nationalratswahlen
| Kanton                 | Total | SVP | SVP | SP | SP | FDP 16 | FDP 16 | Grüne | Grüne | CVP 17 | CVP 17 | glp | glp | BDP | BDP | EVP | EVP | PdA/Sol | PdA/Sol | Lega | Lega | EDU | EDU | MCG | MCG |
| Aargau                 | 16    | 6   | −1  | 3  | +1 | 2      | −1     | 1     |       | 2      | +1     | 1   |     | 0   | −1  | 1   | +1  |         |         |      |      |     |     |     |     |
| Appenzell Ausserrhoden | 1     | 1   |     |    |    |        |        |       |       |        |        |     |     |     |     |     |     |         |         |      |      |     |     |     |     |
| Appenzell Innerrhoden  | 1     |     |     |    |    |        |        |       |       | 1      |        |     |     |     |     |     |     |         |         |      |      |     |     |     |     |
| Basel-Landschaft       | 7     | 2   |     | 2  |    | 1      |        | 1     |       | 1      |        |     |     |     |     |     |     |         |         |      |      |     |     |     |     |
| Basel-Stadt            | 5     | 0   | −1  | 2  |    | 1      |        | 1     |       | 0      |        | 1   | +1  |     |     |     |     |         |         |      |      |     |     |     |     |
| Bern                   | 24    | 7   | −2  | 4  | −2 | 2      |        | 4     | +2    |        |        | 3   | +1  | 2   | −1  | 1   |     |         |         |      |      | 1   | +1  |     |     |
| Freiburg               | 7     | 1   | −1  | 2  |    | 1      |        | 1     | +1    | 2      |        |     |     |     |     |     |     |         |         |      |      |     |     |     |     |
| Genf                   | 12    | 2   |     | 2  | −1 | 2      | −1     | 3     | +2    | 1      |        | 1   | +1  |     |     |     |     | 1       | +1      |      |      |     |     | 0   | −1  |
| Glarus                 | 1     |     |     |    |    |        |        |       |       |        |        |     |     | 1   |     |     |     |         |         |      |      |     |     |     |     |
| Graubünden             | 5     | 1   | −1  | 2  | +1 | 1      | +1     |       |       | 1      |        |     |     | 0   | −1  |     |     |         |         |      |      |     |     |     |     |
| Jura                   | 2     |     |     | 1  |    |        |        |       |       | 1      |        |     |     |     |     |     |     |         |         |      |      |     |     |     |     |
| Luzern                 | 9     | 2   | −1  | 1  |    | 1      | −1     | 1     |       | 3      |        | 1   | +1  |     |     |     |     |         |         |      |      |     |     |     |     |
| Neuenburg              | 4     | 0   | −1  | 1  |    | 1      |        | 1     | +1    |        |        |     |     |     |     |     |     | 1       |         |      |      |     |     |     |     |
| Nidwalden              | 1     | 1   |     |    |    |        |        |       |       |        |        |     |     |     |     |     |     |         |         |      |      |     |     |     |     |
| Obwalden               | 1     | 1   | +1  |    |    |        |        |       |       | 0      | −1     |     |     |     |     |     |     |         |         |      |      |     |     |     |     |
| Schaffhausen           | 2     | 1   |     | 1  |    |        |        |       |       |        |        |     |     |     |     |     |     |         |         |      |      |     |     |     |     |
| Schwyz                 | 4     | 2   |     |    |    | 1      |        |       |       | 1      |        |     |     |     |     |     |     |         |         |      |      |     |     |     |     |
| Solothurn              | 6     | 2   |     | 1  | −1 | 1      |        | 1     | +1    | 1      |        |     |     |     |     |     |     |         |         |      |      |     |     |     |     |
| St. Gallen             | 12    | 4   | −1  | 2  |    | 2      |        | 1     | +1    | 2      | −1     | 1   | +1  |     |     |     |     |         |         |      |      |     |     |     |     |
| Tessin                 | 8     | 1   |     | 1  |    | 2      |        | 1     | +1    | 2      |        |     |     |     |     |     |     |         |         | 1    | −1   |     |     |     |     |
| Thurgau                | 6     | 3   |     | 1  |    | 0      | −1     | 1     | +1    | 1      |        |     |     |     |     |     |     |         |         |      |      |     |     |     |     |
| Uri                    | 1     | 0   | −1  |    |    |        |        |       |       | 1      | +1     |     |     |     |     |     |     |         |         |      |      |     |     |     |     |
| Waadt                  | 19    | 3   | −1  | 5  |    | 5      |        | 4     | +2    | 0      | −1     | 2   | +1  |     |     |     |     |         |         |      |      |     |     |     |     |
| Wallis                 | 8     | 2   |     | 1  |    | 1      |        | 1     | +1    | 3      | −1     |     |     |     |     |     |     |         |         |      |      |     |     |     |     |
| Zug                    | 3     | 1   |     |    |    | 0      | −1     | 1     | +1    | 1      |        |     |     |     |     |     |     |         |         |      |      |     |     |     |     |
| Zürich                 | 35    | 10  | −2  | 7  | −2 | 5      |        | 5     | +3    | 1      | −1     | 6   | +3  | 0   | −1  | 1   |     |         |         |      |      |     |     |     |     |
| Schweiz                | 200   | 53  | −12 | 39 | −4 | 29     | −4     | 28    | +17   | 25     | −3     | 16  | +9  | 3   | −4  | 3   | +1  | 2       | +1      | 1    | −1   | 1   | +1  | 0   | −1  |

### Nicht Wiedergewählte
- Aargau: Bernhard Guhl (BDP), Maximilian Reimann (Ex-SVP), Luzi Stamm (Ex-SVP)
- Basel-Stadt: Sebastian Frehner (SVP)
- Bern: Manfred Bühler (SVP), Corrado Pardini (SP), Adrian Wüthrich (SP)
- Freiburg: Jean-François Rime (SVP)
- Genf: Roger Golay (MCG)
- Graubünden: Heinz Brand (SVP), Duri Campell (BDP)
- Luzern: Felix Müri (SVP), Peter Schilliger (FDP)
- Neuenburg: Raymond Clottu (SVP)
- Solothurn: Philipp Hadorn (SP)
- St. Gallen: Thomas Ammann (CVP), Barbara Keller-Inhelder (SVP), Thomas Müller  (SVP)
- Tessin: Roberta Pantani (Lega)
- Thurgau: Hansjörg Brunner (FDP)
- Waadt: Claude Béglé (CVP), Nicolas Rochat Fernandez (SP)
- Wallis: Thomas Egger (CVP)
- Zürich: Hans-Ulrich Bigler (FDP), Thomas Hardegger (SP), Martin Naef (SP),  Rosmarie Quadranti (BDP), Claudio Zanetti (SVP).

### Neugewählte
- Aargau: Marianne Binder-Keller (CVP), Martina Bircher (SVP), Jean-Pierre Gallati (SVP), Stefanie Heimgartner (SVP), Benjamin Giezendanner (SVP), Maja Riniker (FDP), Lilian Studer (EVP), Gabriela Suter (SP)
- Appenzell Innerrhoden: Thomas Rechsteiner (CVP)
- Basel-Landschaft: Florence Brenzikofer (Grüne)
- Basel-Stadt: Mustafa Atici (SP), Katja Christ (glp)
- Bern: Christine Badertscher (Grüne), Kilian Baumann (Grüne), Tamara Funiciello (SP), Lars Guggisberg (SVP), Andreas Gafner (EDU),  Melanie Mettler (glp)
- Freiburg: Gerhard Andrey (Grüne), Marie-France Roth Pasquier (CVP)
- Genf: Christian Dandrès (SP), Delphine Klopfenstein Broggini (Grüne), Vincent Maitre (CVP), Michel Matter (glp), Simone de Montmollin (FDP), Isabelle Pasquier-Eichenberger (Grüne), Stéfanie Prezioso (Sol), Nicolas Walder (Grüne)
- Graubünden: Anna Giacometti (FDP),  Sandra Locher Benguerel (SP), Jon Pult (SP)
- Luzern: Roland Fischer (glp), Priska Wismer-Felder (CVP)
- Neuenburg: Damien Cottier (FDP), Fabien Fivaz (Grüne), Baptiste Hurni (SP)
- Obwalden: Monika Rüegger (SVP)
- Solothurn: Franziska Roth (SP),  Felix Wettstein (Grüne)
- St. Gallen: Thomas Brunner (glp), Esther Friedli (SVP), Franziska Ryser (Grüne), Susanne Vincenz-Stauffacher (FDP)
- Tessin: Alex Farinelli (FDP), Greta Gysin (Grüne), Piero Marchesi (SVP), Bruno Storni (SP)
- Thurgau: Kurt Egger (Grüne), Manuel Strupler (SVP)
- Uri: Simon Stadler (CVP)
- Waadt: Sophie Michaud Gigon (Grüne),  Pierre-Yves Maillard (SP), Léonore Porchet (Grüne), François Pointet (glp), Valentine Python (Grüne), Jacqueline de Quattro (FDP)
- Wallis: Christophe Clivaz (Grüne), Sidney Kamerzin (CVP)
- Zug: Manuela Weichelt-Picard (Grüne)
- Zürich: Judith Bellaïche (glp), Corina Gredig (glp), Jörg Mäder (glp), Katharina Prelicz-Huber (Grüne), Barbara Schaffner (glp), Marionna Schlatter (Grüne), Meret Schneider (Grüne), Andri Silberschmidt (FDP), Céline Widmer (SP).

### Wähleranteile der Parteien auf Gemeindeebene
Die folgenden Karten zeigen, wie die sechs grössten Parteien auf Ebene der Gemeinden abgeschnitten haben.

## Ergebnisse der Ständeratswahlen
In Appenzell Innerrhoden wurde bereits an der Landsgemeinde am 28. April 2019 gewählt, in Nidwalden und Obwalden fanden stille Wahlen statt. Für 22 der 46 Sitze musste nach dem 20. Oktober ein zweiter Wahlgang angesetzt werden. Im Kanton Luzern wurde dabei Andrea Gmür-Schönenberger in stiller Wahl gewählt erklärt, nachdem sich alle anderen Kandidierenden zurückgezogen hatten. Die übrigen Mandate wurden je nach Kanton am 3., 10., 17. oder 24. November besetzt. Detaillierte Ergebnisse mit Stimmen aller Kandidierenden finden sich unter Resultate der Ständeratswahlen (2019–2023).

### Sitzverteilung
| Partei    | Wahlen 2019 | Wahlen 2015 |
| --------- | ----------- | ----------- |
| CVP       | 13          | 13          |
| FDP       | 12          | 13          |
| SP        | 9           | 12          |
| SVP       | 6           | 5           |
| Grüne     | 5           | 1           |
| parteilos | 1           | 1           |
| BDP       | -           | 1           |

### Gewählte Ständerätinnen und Ständeräte
Detaillierte Ergebnisse mit Stimmen aller Kandidierenden finden sich unter Resultate der Ständeratswahlen (2019–2023).
| Kanton                 | 1. Ständeratssitz                     | 2. Ständeratssitz                    |
| ---------------------- | ------------------------------------- | ------------------------------------ |
| Aargau                 | Thierry Burkart, FDP (neu)            | Hansjörg Knecht, SVP (neu)           |
| Appenzell Ausserrhoden | Andrea Caroni, FDP (bisher)           | nur ein Sitz                         |
| Appenzell Innerrhoden  | Daniel Fässler, CVP (neu)             | nur ein Sitz                         |
| Basel-Landschaft       | Maya Graf, Grüne (neu)                | nur ein Sitz                         |
| Basel-Stadt            | Eva Herzog, SP (neu)                  | nur ein Sitz                         |
| Bern                   | Hans Stöckli, SP (bisher)             | Werner Salzmann, SVP (neu)           |
| Freiburg               | Christian Levrat, SP (bisher)         | Johanna Gapany, FDP (neu)            |
| Genf                   | Lisa Mazzone, Grüne (neu)             | Carlo Sommaruga, SP (neu)            |
| Glarus                 | Thomas Hefti, FDP (bisher)            | Mathias Zopfi, Grüne (neu)           |
| Graubünden             | Stefan Engler, CVP (bisher)           | Martin Schmid, FDP (bisher)          |
| Jura                   | Elisabeth Baume-Schneider, SP (neu)   | Charles Juillard, CVP (neu)          |
| Luzern                 | Damian Müller, FDP (bisher)           | Andrea Gmür-Schönenberger, CVP (neu) |
| Neuenburg              | Philippe Bauer, FDP (neu)             | Céline Vara, Grüne (neu)             |
| Nidwalden              | Hans Wicki, FDP (bisher)              | nur ein Sitz                         |
| Obwalden               | Erich Ettlin, CVP (bisher)            | nur ein Sitz                         |
| Schaffhausen           | Hannes Germann, SVP (bisher)          | Thomas Minder, parteilos (bisher)    |
| Schwyz                 | Alex Kuprecht, SVP (bisher)           | Othmar Reichmuth, CVP (neu)          |
| Solothurn              | Pirmin Bischof, CVP (bisher)          | Roberto Zanetti, SP (bisher)         |
| St. Gallen             | Benedikt Würth, CVP (bisher)          | Paul Rechsteiner, SP (bisher)        |
| Tessin                 | Marco Chiesa, SVP (neu)               | Marina Carobbio Guscetti, SP (neu)   |
| Thurgau                | Brigitte Häberli-Koller, CVP (bisher) | Jakob Stark, SVP (neu)               |
| Uri                    | Josef Dittli, FDP (bisher)            | Heidi Z’graggen, CVP (neu)           |
| Waadt                  | Olivier Français, FDP (bisher)        | Adèle Thorens Goumaz, Grüne (neu)    |
| Wallis                 | Beat Rieder, CVP (bisher)             | Marianne Maret, CVP (neu)            |
| Zug                    | Peter Hegglin, CVP (bisher)           | Matthias Michel, FDP (neu)           |
| Zürich                 | Daniel Jositsch, SP (bisher)          | Ruedi Noser, FDP (bisher)            |